# Gaudium Magazin
Das Gaudium Magazin (von lateinisch gaudium, „Spaß“) ist ein deutsches Männermagazin.

## Geschichte
Gegründet wurde das Gaudium Magazin 2007, Editor und Initiator ist André Kadzikowski. Die erste Printausgabe erschien 2008, als Druckerzeugnis wurde die Zeitschrift Ende 2009 vorübergehend eingestellt. Seit August 2010 erscheint das Gaudium Magazin erstmals als Onlinemagazin.
Das Gaudium Magazin wird von Gaudium Publications Ltd. mit Sitz in Dublin (Irland) herausgegeben.

## Inhalte
Die inhaltliche Ausrichtung war ursprünglich Reportagen zu Themen des Rotlichtmilieus beschränkt. Bereits 2009 wurde das Themenspektrum jedoch um die Ressorts allgemeine Männerthemen, Mode und Politik erweitert. Der Inhalt wurde im Zuge der Neuausrichtung als Onlinemagazin zudem um zeitkritischen Reportagen sowie Bordellvorstellungen, Restaurant- und Nachtclubtests ergänzt.
Das Ziel von Gaudium ist der Aufbau einer Amusement-Datenbank zu den Lebensmittelpunkten verschiedener Menschen in Europa.
Unter der Rubrik Vergnügen werden ausschließlich beständige Geschäfte, Gastronomien, Freizeit- und Clubbetriebe sowie Events behandelt, die mindestens zwei der folgenden Eigenschaften aufweisen:
- Seriös und beständig,
- Kultfaktor oder bereits Kultstatus
- Herausragend
- Ausgefallen, besonders
- Traditionell
- Spezialisiert
- Entfernt vom Alltäglichem

Diese speziellen Adressen werden sowohl von der kritischen Redaktion, als auch von unabhängigen und freiwilligen Autoren gesucht und getestet und anschließend in einer Berichterstattung empfohlen. Dabei wird ebenso darauf geachtet, dass die Artikel möglichst Zeitlos sind und an keinen vergangenen oder einmaligen Event gebunden sind.

## Konzept
Über eine feste Redaktion verfügt das Magazin nicht, als Autoren fungiert laut eigenen Angaben „eine wachsende Gemeinschaft Personen mit ähnlichen Ansichten, Vorlieben und Interessen“. Dieses Prinzip gründet auf der Idee der englischen Gentlemen’s Clubs. Man kann der Redaktion nicht selbst beitreten, sondern muss von bestehenden Redakteuren zur Aufnahme vorgeschlagen werden.